# Брэдстрит, Саймон
Саймон Брэдстрит (англ. Simon Bradstreet; крещен 18 марта 1603/4 — 27 марта 1697) — английский колониальный чиновник, судья, торговец, дипломат, последний (20-й и 21-й) губернатор колонии Массачусетского залива. Прибыв в Массачусетс в 1630 году, постоянно участвовал в политической жизни колонии, стал её губернатором в 1679 году. Состоял в дипломатических миссиях и находился в качестве агента короны в Лондоне, а также был комиссаром в Конфедерации Новой Англии. По своим взглядам был сравнительно умеренным, выступая за свободы слова и удовлетворение требований короля Карла II после его восстановления на троне.
Был женат на Анне, дочери сооснователя Массачусетской колонии Томаса Дадли и первой поэтессе Новой Англии. Инвестировал в земельные и транспортные проекты. Из-за преклонного возраста (умер в 93 года) Коттон Мэзер назвал его «Нестором Новой Англии». Его потомки включают известных юристов Оливера Уэнделла Холмса-младшего и Дэвида Саутера.

## Ранние годы
Брэдстрит был крещен 18 марта 1603/4 в Горблинге, Линкольншир, и был вторым из трех сыновей Саймона и Маргарет Брэдстрит. Его отец был ректором приходской церкви и происходил из мелкого ирландского дворянства. Под влиянием отца молодой Саймон приобрел свои пуританские религиозные взгляды в раннем возрасте. В возрасте 16 лет Брэдстрит поступил в Эммануэль-колледж, Кембридж. Он учился там два года, прежде чем отправиться на службу в графство Линкольн в качестве помощника Томаса Дадли в 1622 году. Существует некоторая неопределенность в отношении того, вернулся ли Брэдстрит в колледж в 1623—1624 годах. По словам историка Венна, Брэдстрит посещал колледж в это время, получив степень магистра, но Роберт Андерсон считает, что это был его однофамилец.
Брэдстрит занял пост Дадли, когда тот временно переехал в Бостон в 1624 году. По возвращении Дадли несколько лет спустя Брэдстрит надолго служил управляющим делами вдовствующей графини Уорик. В 1628 году он женился на дочери Дадли Анне, когда ей было 16 лет.
В 1628 году Дадли и другие сторонники графа Линкольна сформировали компанию Массачусетского залива с целью создания колонии пуритан в Северной Америке. В 1629 году Брэдстрит стал сотрудничать с компанией, а в апреле 1630 года присоединился к Дадли и Джону Уинтропу и перебрался через океан, в бухту Массачусетса. Там они основали Бостон, столицу колонии Массачусетского залива.

## Колония Массачусетского залива
После краткого пребывания в Бостоне Брэдстрит отстроил свою первую резиденцию в Ньютауне (позже переименованном в Кембридж), рядом с Дадли. В 1637 году во время религиозных споров в колонии он был одним из магистратов, которые участвовали в суде над Энн Хатчинсон и проголосовали за её изгнание из колонии. В 1639 году ему была предоставлена земля в Сейлеме, недалеко от имения Джона Эндикотта. Некоторое время Брэдстрит жил там, прежде чем стать одним из основателей поселения Андовер в 1648 году. В 1666 году его дом в Андовере был уничтожен пожаром, предположительно из-за «невнимательности горничной». Брэдстрит имел разнообразные деловые интересы, инвестировал в землю и участвовал в организации прибрежной торговли. В 1660 году он приобрел акции компании «Atherton» по развитию земельных владений в «стране Наррагансеттов» (современный южный Род-Айленд). Он стал одной из ведущих фигур в компании, служил в комитете по управлению и публиковал рекламные листовки, рекламирующие её земли. Ко времени своей смерти Брэдстрит владел более чем 1500 акров (610 га) земли в пяти общинах, расположенных по всей колонии. Известно, что у него были два раба, женщина по имени Ханна и её дочь Билла.
Брэдстрит активно участвовал в колониальной политике. Когда в Бостоне был учрежден губернаторский совет, он был избран в качестве колониального секретаря, на этой должности он проработал до 1644 года. Он был политически умеренным, выступал против судебных решений, наказывавших людей за высказывания против управляющих магистратов. Брэдстрит также был противником истерии, которая поразила город Сейлем, кульминацией которой стали многочисленные ведовские процессы в 1692 году.
Брэдстрит в течение многих лет представлял Массачусетс в Конфедерации Новой Англии, координировавшей вопросы, представлявшие общий интерес (главным образом оборону) колоний Новой Англии. Он служил в губернаторской совете, но не достигал более высокой должности до 1678 года, когда был сначала избран заместителем губернатора при Джоне Леверетте. Брэдстрит выступал против военных действий в отношении соседей колонии и против официального вмешательства в спор во французской Акадии в 1640-х годах, а также выступал против нападения на Новую Голландию во время Первой англо-голландской войны (1652—1654).

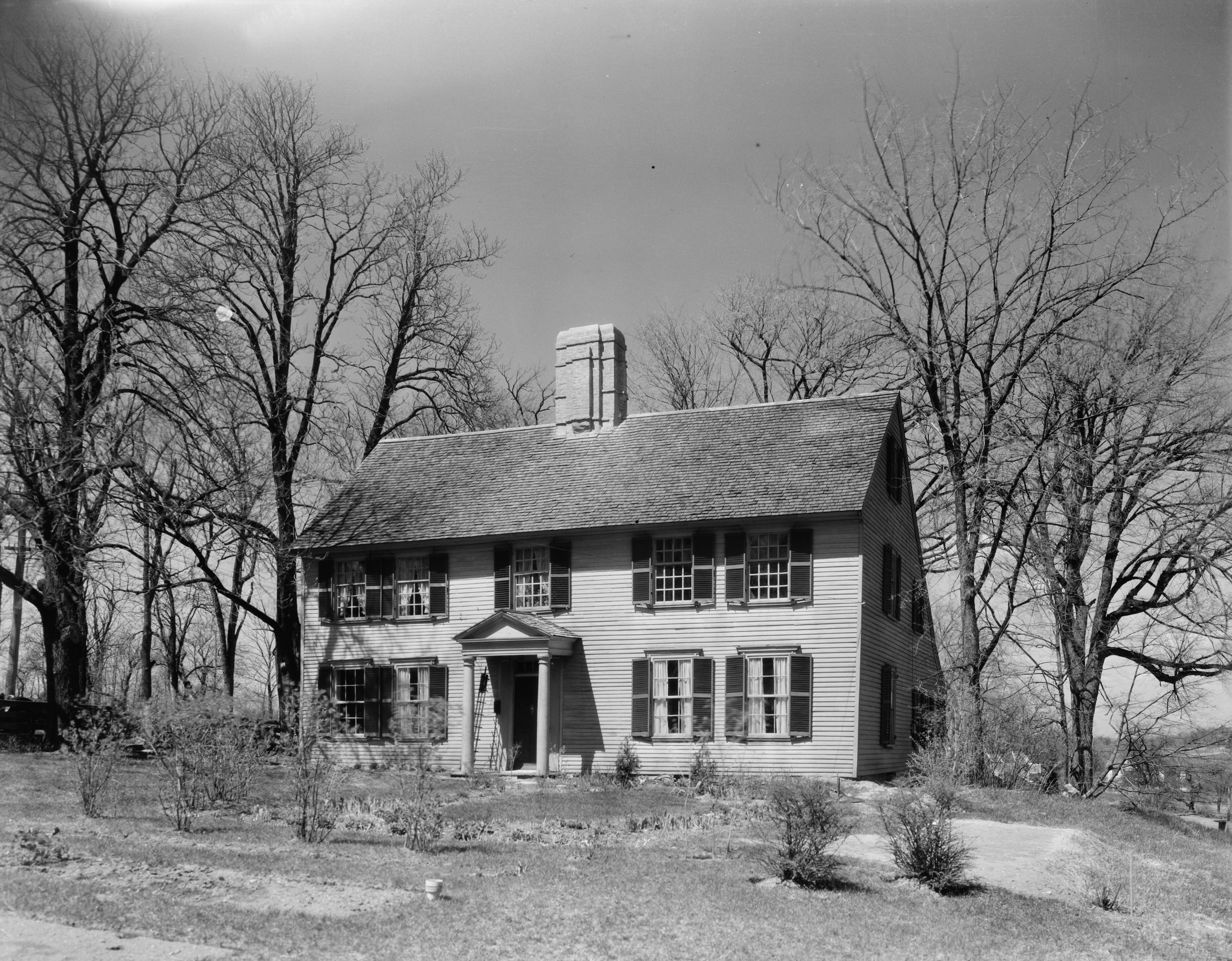
Дом в Андовере, принадлежавший Брэдстриту. Он был уничтожен пожаром, но в 1715 году отстроен заново для других владельцев.

Брэдстрит был участником ряда дипломатических миссий. В 1650 году он был отправлен в Хартфорд, Коннектикут, где был заключен Хартфордский договор, определивший границу между английскими колониями и Новым Амстердамом. В последующие годы он заключил соглашение с поселенцами в Йорке и Киттери, чтобы перевести их под юрисдикцию Массачусетса.
После восстановления Карла II на престоле Англии колониальные власти стали беспокоиться о сохранении своих прав в колониях. Брэдстрит в 1661 году возглавлял законодательный комитет по «рассмотрению и обсуждению вопросов, затрагивающих права, привилегии и обязанности колонии перед королем». Письмо, подготовленное комитетом, подтвердило права колонии, но дало и заверения в верности короне. Брэдстрит и Джон Нортон были выбраны в качестве агентов для доставки письма в Лондон. Король возобновил колониальную хартию колонии, но отправил агентов обратно в Массачусетс с собственным посланием. В нём король требовал утвердить религиозную терпимость в колонии, чтобы англиканская церковь и религиозные меньшинства, такие как квакеры, могли открыто проповедовать. Агенты подверглись жесткой критике со стороны фракций в губернаторском совете, но Брэдстрит защищал необходимость учитывать требования короля как наиболее безопасный курс. Споры о том, как реагировать на требования короля, разделили колонию; Брэдстрит был частью умеренной фракции, утверждавшей, что колония должна подчиняться королю. Эта фракция проиграла дебаты фракции Джона Эндикотт и Ричарда Беллингема, которая выступала за агрессивное сохранение прав колонии. Отношения между колонией и короной ухудшились, когда король возобновил свои требования после окончания войны с голландцами.

## Губернаторство

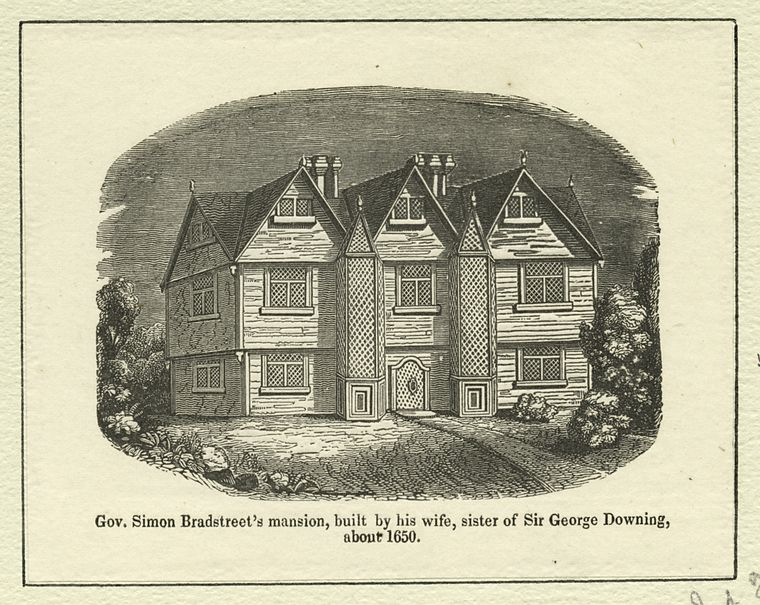
Имение Брэдстрита в Сейлеме

В начале 1679 года губернатор Джон Леверетт умер, и Брэдстрит как заместитель сменил его. Леверетт выступал против удовлетворения требований короля, и изменения в руководстве колонией произошли слишком поздно. Брэдстрит оказался последним губернатором, правившим колонией в соответствии с её первоначальной хартией. Его заместитель Томас Данфорт был из фракции противников соглашения с королем. Во время губернаторства Брэдстрита в колонии побывал агент короля Эдвард Рэндольф, пытаясь обеспечить соблюдение правил судоходства, в соответствии с которыми некоторые виды торговли с колонией были незаконными. Попыткам вмешательства Рэндольфа активно сопротивлялись как торговцы, так и симпатизировавшие им магистраты, несмотря на попытки Брэдстрита договориться с Рэндольфом. Губернаторский совет часто отказывался осуждать лиц, обвиняемых в нарушении этих актов. Попытки Рэндольфа обеспечить соблюдение законов о навигации в конечном итоге убедили общий суд колонии, что колонии необходимо создать собственные механизмы для их применения. Законопроект о создании военно-морского ведомства активно обсуждался в 1681 году, когда в совете доминировала фракция противников короны. Законопроект был принят, что ещё больше обострило ситуацию в колонии. Брэдстрит отказался выполнять закон. Он в какой-то степени реабилитировался, когда выиграл переизбрание в 1682 году, а затем использовал свой авторитет, чтобы ещё больше подорвать действие закона.
Угрозы Рэндольфа сообщить о непримиримости колониального законодательного органа в Лондон побудили Брэдстрита отправить агентов в Англию, чтобы аргументировать позицию колонии. Вскоре после их прибытия в конце 1682 года лорды предъявили ультиматум колонии: либо внести изменения в колониальное законодательство о торговле, либо вообще лишиться колониальной хартии, которая и давала право на создание колонии. Общее собрание лидеров колонии отклонило ультиматум. В итоге хартия была официально аннулирована 23 октября 1684 года.

## Доминион Новая Англия и временное возвращение к власти

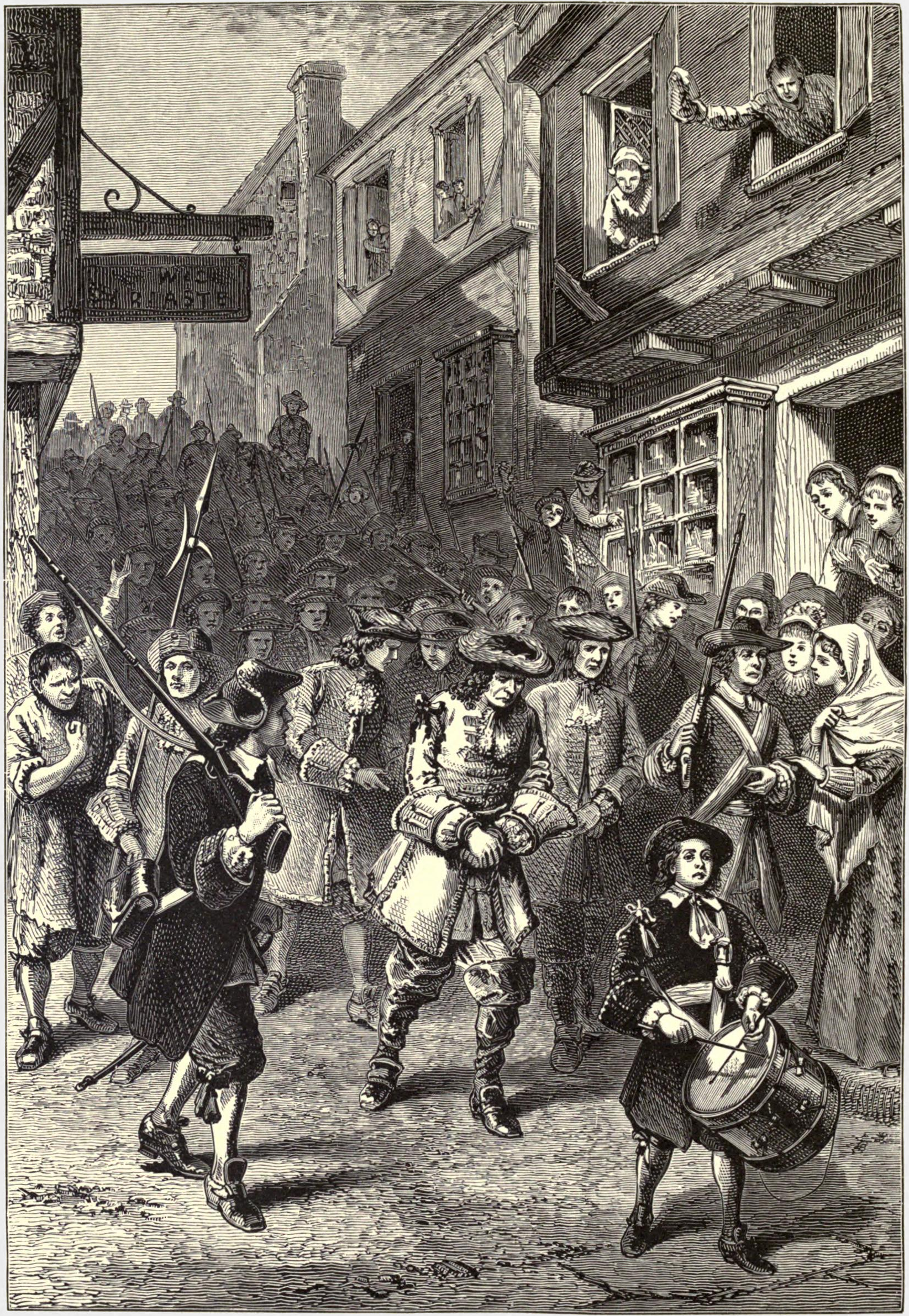
Арест сэра Эдмунда Эндроса

Король Карл II в 1684 году создал Доминион Новая Англия. Шурин Брэдстрита Джозеф Дадли, который служил одним из колониальных агентов, был назначен президентом Совета Новой Англии в 1685 году королем Яковом II и взял под контроль колонию в мае 1686 года. Брэдстриту была предложена должность в губернаторском совете, но он отказался. Дадли был заменен в декабре 1686 года сэром Эдмундом Эндросом, которого ненавидели в Массачусетсе за махинации с землей и захват конгрегационалистских церковных объектов для религиозных служб англиканской церкви.
Идея восстания против Эндроса зародилась ещё в январе 1689 года, до того, как весть о Славной революции декабря 1688 года достигла Бостона. После того, как Вильгельм III и Мария II заняли трон, Инкриз Мэзер и сэр Уильям Фипс, агент Массачусетса в Лондоне, обратились к ним с ходатайством о восстановлении хартии Массачусетса. Мэзер также убедил лордов отложить уведомление Эндроса о свершившейся революции. Он уже отправил Брэдстриту письмо с новостями о том, что магистраты должны «подготовить умы людей к переменам». Брэдстрит стал одним из возможных организаторов демонстрации, которая была проведена в Бостоне 18 апреля 1689 года. Наряду с другими магистратами доминиона он обратился с открытым письмом к Эндросу с призывом об отставке для успокоения толпы. Эндрос, бежавший в безопасное место на острове Касл, сдался и в конце концов вернулся в Англию через несколько месяцев ареста.
После ареста Эндроса был создан Совет безопасности, и Брэдстрит стал его президентом. Совет подготовил письмо к королевской чете, оправдывая действия колонии на языке, подобном тому, что использовал Вильгельм в своих прокламациях, когда он вторгся в Англию. Совет довольно быстро решил вернуться к порядку управления, принятому при старой хартии. Брэдстрит возобновил губернаторство и ежегодно переизбирался губернатором до 1692 года. Он должен был защищать колонию от тех людей, кто выступал против возобновления старой хартии. Северная граница колонии в это время была охвачена войной короля Вильгельма. Брэдстрит одобрил экспедиции сэра Уильяма Фипса в 1690 году против Акадии и Квебека.

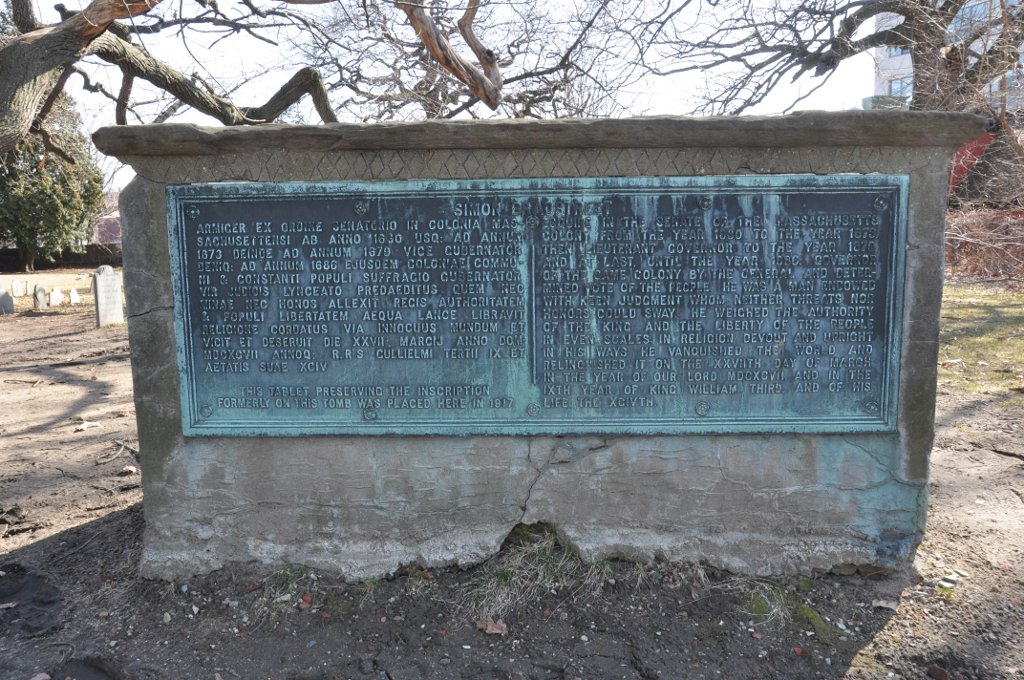
Могила Брэдстрита в Сейлеме

В 1691 году королевская чета выпустила хартию, создавшую провинцию Массачусетс-Бэй, и назначила Фипса её первым губернатором. Брэдстриту была предложена должность в совете Фипса, когда новый губернатор прибыл в 1692 году для исполнения обязанностей, но тот отказался. Брэдстрит умер в своем доме в Сейлеме 27 марта 1697 года в возрасте 93 лет; из-за преклонного возраста (умер в 93 года) Коттон Мэзер назвал его «Нестором Новой Англии».

## Семья и наследие
Брэдстрит был похоронен в Сейлеме. Его первая жена Анна Брэдстрит умерла в 1672 году; у пары было восемь детей, из которых семь дожили до совершеннолетия. Среди их детей были Дадли (будущий магистрат) и Джон (во время охоты на ведьм в Сейлеме был обвинен в колдовстве, когда на него на улице залаяла собака. Опасаясь расправы, Джон бежал в Нью-Йорк и вернулся в Сейлем, когда истерия спала. Собака была повешена как ведьма). В 1676 году Брэдстрит женился на Энн Гарднер, вдове капитана Джозефа Гарднера. Его многочисленные потомки включают юристов Оливера Уэнделла Холмса-младшего и Дэвида Саутера, президента США Герберта Гувера и актёра Хамфри Богарта.